# Твалчрелідзе Георгій Григорович
Георгій Григорович Твалчрелідзе (19 вересня 1896, село Патара-Оні, тепер Грузія — 13 квітня 1968) — грузинський радянський державний діяч, 1-й секретар Аджарського обласного комітету КП(б) Грузії. Член Центральної контрольної комісії КП(б) Грузії в 1930—1934 роках. Член ЦК Комуністичної партії Грузії. Депутат Верховної ради Грузинської РСР. Депутат Верховної Ради СРСР 3-го скликання.

## Життєпис
З 1913 року працював у Сочі на будівництві Чорноморської залізниці.
З 1915 року служив у російській армії на турецькому фронті, учасник Першої світової війни.
Член РСДРП(б) з липня 1917 року.
У 1918 році повернувся в рідне село Патара-Оні і продовжив революційну діяльність. У червні 1918 року був призваний до 3-го піхотного полку армії Республіки Грузії, який дислокувався на території міста Поті. За завданням міської більшовицької організації Поті створював більшовицькі осередки в полку, які вели активну нелегальну партійно-політичну роботу серед солдатів. Був заарештований грузинською владою у травні 1919 року.
З 1921 року — голова сільського революційного комітету в селі Патара-Оні. До 1924 року — у Центральній комісії з «чистки» РКП(б).
У 1928 році закінчив Комуністичний інститут імені Свердлова в Москві.
З 1928 року — на партійній роботі в СРР Грузії.
У 1931 — квітні 1937 року — 1-й секретар Ленінського районного комітету КП(б) Грузії міста Тбілісі.
У квітні 1937 — 1940 року — 1-й секретар Гурджаанського районного комітету КП(б) Грузії; 1-й секретар Махарадзевського районного комітету КП(б) Грузії.
У 1940—1944 роках — 1-й секретар Аджарського обласного комітету КП(б) Грузії.
У 1944—1952 роках — завідувач відділу промисловості і транспорту ЦК КП(б) Грузії; секретар Партійної колегії при ЦК КП(б) Грузії.
5 березня 1954 — 29 травня 1957 року — міністр державного контролю Грузинської РСР.
З 1957 року — на пенсії.

## Нагороди
- орден Леніна (24.02.1941)
- орден Вітчизняної війни І ст.
- орден Трудового Червоного Прапора
- два ордени «Знак Пошани» (22.03.1936,)
- медалі